# Gregorio Méndez Magaña (Huimanguillo)
Gregorio Méndez Magaña es una localidad del municipio de Huimanguillo ubicado en la subregión de la Chontalpa del estado mexicano de Tabasco.

## Geografía
La localidad de Gregorio Méndez Magaña se sitúa en las coordenadas geográficas 17°37′21″N 93°27′14″O / 17.622500, -93.453889, a una elevación de 32 metros sobre el nivel del mar.

## Demografía
Según el Conteo de Población y Vivienda 2020, efectuado por el Instituto Nacional de Estadística y Geografía, la localidad de Gregorio Méndez Magaña tiene 252 habitantes, de los cuales 140 son del sexo masculino y 112 del sexo femenino. Su tasa de fecundidad es de 2.76 hijos por mujer y tiene 61 viviendas particulares habitadas.
| Gráfica de evolución demográfica de Gregorio Méndez Magaña entre 1990 y 2020 |
|                                                                              |
| INEGI.                                                                       |